# Jeferson Hiller
Jeferson Hiller (* 30. November 1998 in Salvador da Bahia) ist ein deutscher Basketballspieler brasilianischer Abstammung.

## Laufbahn
Hiller wurde in Brasilien geboren und kam als Kleinkind zu Adoptiveltern nach Schwaben. Er begann 2007 in Nagold mit dem Basketball und wechselte als Jugendlicher in die Nachwuchsabteilung des SV 03 Tübingen. Er kam in den Tübinger Mannschaften in der Jugend-Basketball-Bundesliga und Nachwuchs-Basketball-Bundesliga zum Einsatz. Im Dezember 2014 feierte er im Trikot der Walter Tigers Tübingen seinen Einstand in der Basketball-Bundesliga und wurde im Alter von 16 Jahren und 15 Tagen der jüngste Spieler, der bis dahin in der Basketball-Bundesliga eingesetzt wurde. Im Sommer 2017 musste sich Hiller einer Kreuzband-Operation unterziehen und musste deshalb später seine Laufbahn im Leistungssport beenden. Er bestritt insgesamt elf Bundesliga-Spiele für Tübingen. Im Sommer 2019 verließ er Tübingen aus beruflichen Gründen und zog ins Rheinland.

### Nationalmannschaft
Hiller spielte für die deutsche U18-Mannschaft bei der „3-gegen-3“-Europameisterschaft in Ungarn 2015, im Mai 2018 wurde er in die „3-gegen-3“-Nationalmannschaft der Herren berufen.